# أحمد شكري بك
أحمد شكري بك (بالتركية: Ahmet Şükrü Bayındır)‏ (ولدَ في 1 يناير 1875، قسطموني - توفي في 13 يوليو 1926، إزمير) هو سياسي عثماني، تولى منصب عضو البرلمان التركي.

## مناصبه
تولى المناصب التالية:
- عضو في البرلمان التركي (23 أبريل 1920–1 أبريل 1923)
- ناظر المعارف العمومية  [لغات أخرى]‏ (1913–1917)